# Seýdylla Täzäýew
Seýdylla Ýagşygeldiýewiç Täzäýew (ur. 11 lipca 1998) – turkmeński zapaśnik walczący w stylu klasycznym. Piętnasty na igrzyskach azjatyckich w 2018. Zajął 22 miejsce na mistrzostwach świata w 2018. Jedenasty na mistrzostwach Azji w 2016. Brązowy medalista igrzysk Solidarności Islamskiej w 2017. Trzeci na MŚ juniorów w 2016. Mistrz Azji juniorów w 2017 roku.